# Theodore Strong
Theodore Strong   (South Hadley, 26 de juliol de 1790 - New Brunswick, 1 de febrer de 1869) fou un matemàtic nord-americà.
Strong va estudiar a la universitat Yale, on es va graduar el 1812, essent deixeble de Jeremiah Day i de Benjamin Silliman. Va ser tutor de matemàtiques al Hamilton College de Clinton (Nova York) des d'aquesta data fins al 1827 en què va passar a ser professor de matemàtiques al Rutgers College de Nova Jersey, on va romandre fins a la seva jubilació el 1863.
Tot i que la seva obra és molt inferior a la dels matemàtics europeus contemporanis, és també molt superior a la dels seus contemporanis nord-americans. Va publicar obres en gairebé tots els camps de les matemàtiques; aquestes no van tenir gaire èxit perquè eren una barreja de texts elementals i qüestions de matemàtica avançada. Les seves obres, no obstant, van ser claus en la introducció de les matemàtiques continentals en el seu país. Es pot dir que només ell i Benjamin Peirce feien recerca en matemàtiques a Nord-amèrica en aquella època.
El 1835 va rebre un doctorat honoris causa de Rutgers i va ser escollit membre de l'Acadèmia Americana de les Arts i les Ciències el 1832 i de la Societat Filosòfica Americana el 1844. També va ser membre fundador de l'Acadèmia Nacional de Ciències dels Estats Units.